# Rhopalophora cupricollis
Rhopalophora cupricollis là một loài bọ cánh cứng trong họ Cerambycidae.